# Pietro Campofiorito

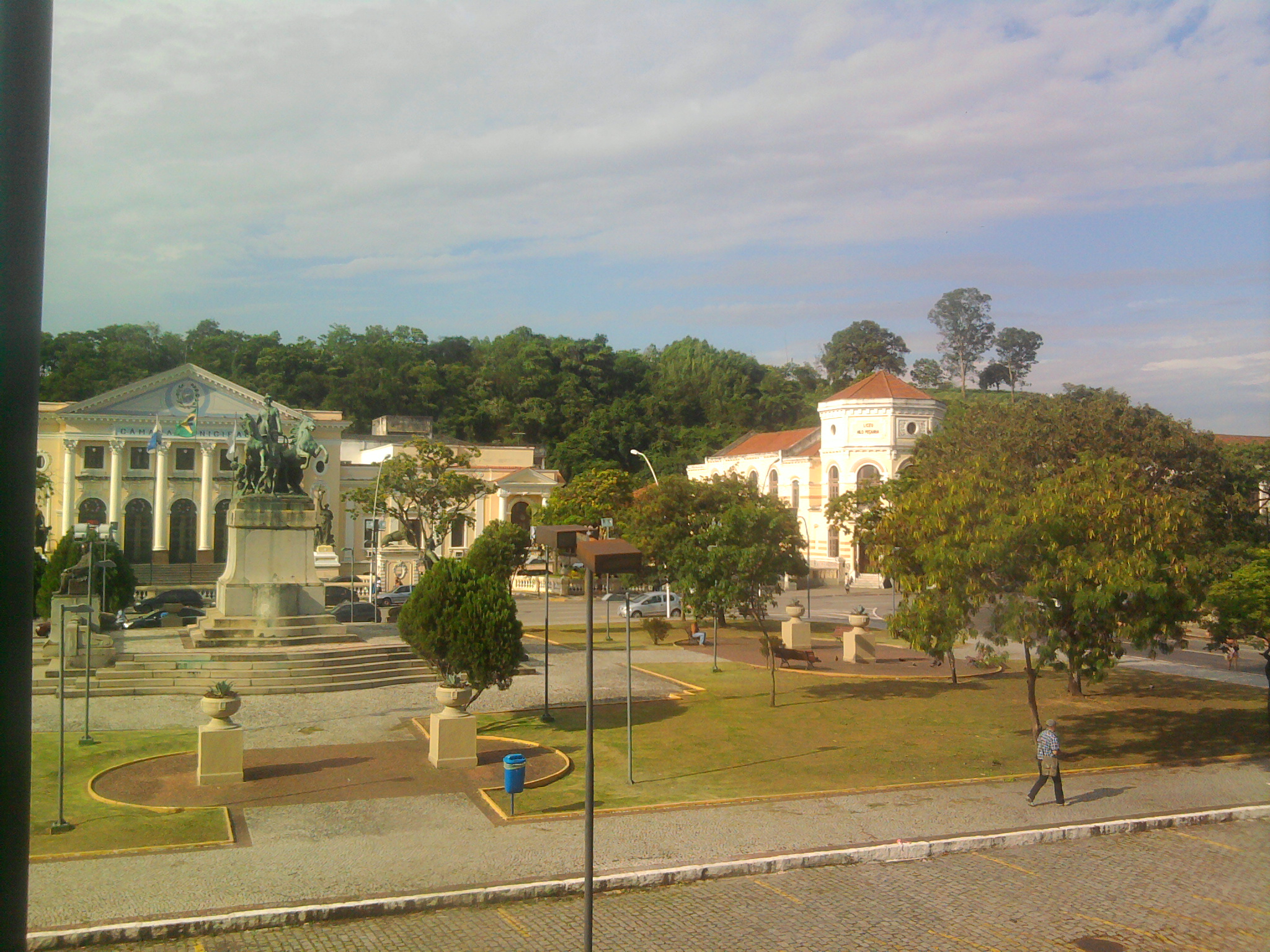
vista parcial do conjunto arquitetônico da Praça da República (Niterói)

Pietro Campofiorito (Roma, 29 de junho de 1875 — Niterói, 17 de maio de 1945) foi um pintor, arquiteto, decorador, cenógrafo, e professor ítalo-brasileiro.
Era pai do também pintor Quirino Campofiorito, sogro da pintora Hilda Campofiorito e avô do arquiteto Italo Campofiorito.
Criador do conjunto arquitetônico monumental da Praça da República (Niterói)

## Praça da República, Niterói
Prédios do conjunto cívico-cultural da Praça da República, que Pietro Campofiorito foi autor ou co-autor.

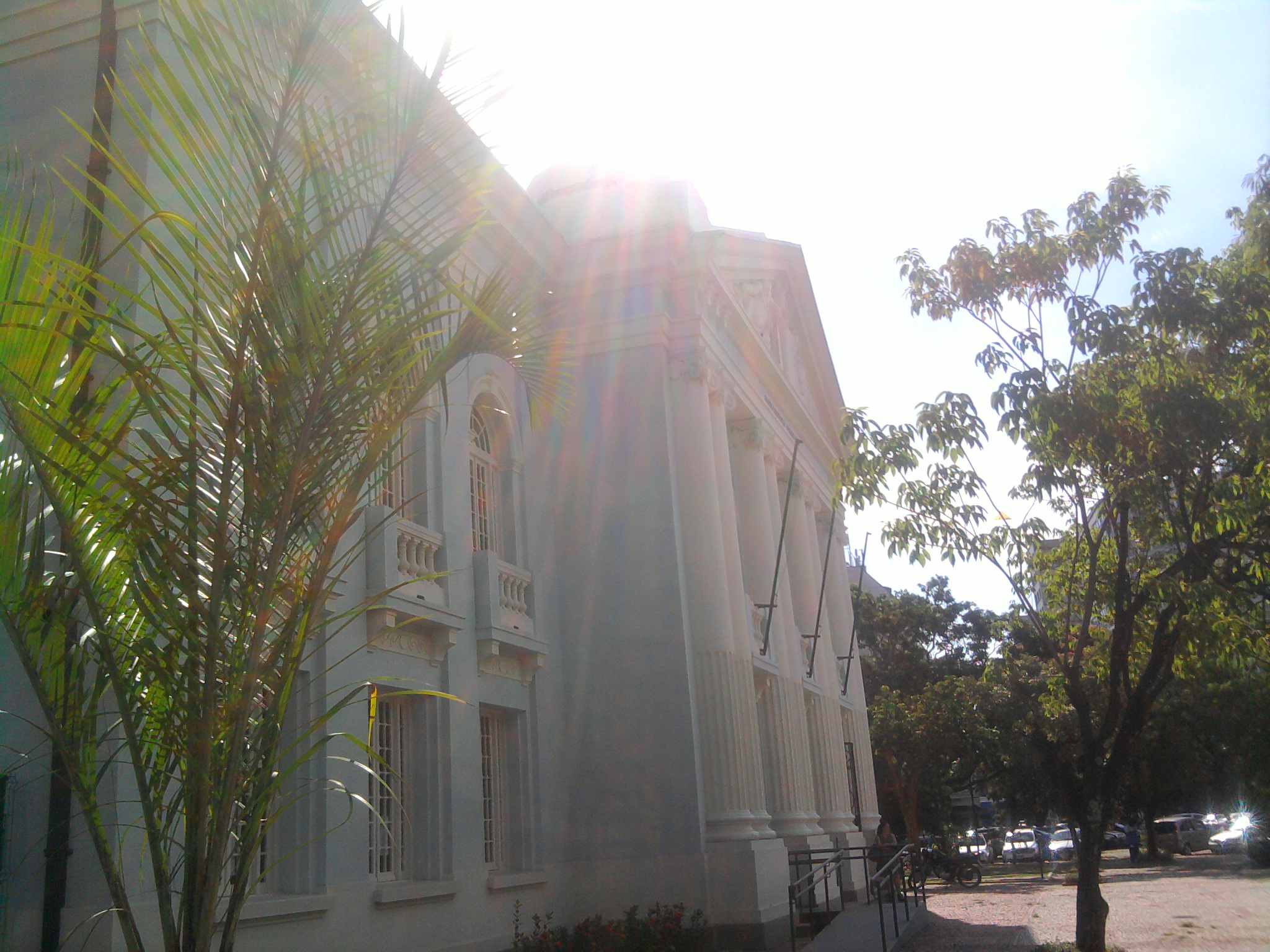
Biblioteca Pública de Niterói

. Seu iniciou correu durante o governo de Francisco Chaves de Oliveira Botelho, então Presidente do Estado, que, em 1913. O projeto urbanístico, de autoria do arquiteto Emile Depuy Tessain, auxiliado por Pedro Campofiorito, previa a construção de edifícios públicos em torno da praça, formando um grande "Centro Cívico", e a abertura de uma ampla avenida passando em frente a praça, de ligação entre Marquês do Paraná e a Visconde do Rio Branco. Para executar os trabalhos arquitetônicos, foi contratado, no ano seguinte, o arquiteto Heitor de Melo, ficando Emile Tessain responsável pela direção e fiscalização das obras, mas a eclosão da Primeira Guerra Mundial o fez retornar à França, sendo substituído na função pelo arquiteto Pedro Campofiorito, sendo a Biblioteca Pública de sua autoria exclusiva.
- Palácio da Polícia (Niterói)
- Palácio da Justiça (Niterói)
- Biblioteca Estadual de Niterói
- Câmara Municipal de Niterói
- Liceu Nilo Peçanha